# Lolleri
Lolleri (finska: Ollinkari) är en klippa i Finland.   Den ligger i kommunen Kotka i den ekonomiska regionen  Kotka-Fredrikshamn  och landskapet Kymmenedalen, i den södra delen av landet, 120 km öster om huvudstaden Helsingfors.
Terrängen runt Lolleri är mycket platt. Havet är nära Lolleri åt sydost.  Närmaste större samhälle är Kotka, 8,0 km väster om Lolleri. 